# Edson Aparecido de Souza
Edson Aparecido de Souza (San Paolo, 29 novembre 1962) è un ex calciatore brasiliano, di ruolo centrocampista.